# Schmetterlingsfisch
Der Schmetterlingsfisch (Pantodon buchholzi) ist ein Süßwasserfisch aus Flüssen und Bächen des tropischen Westafrika.

## Merkmale
Der Schmetterlingfisch wird 10 bis 15 Zentimeter lang. Er hat einen auf der Rückenseite abgeflachten Körper, der von großen Rundschuppen bedeckt ist. Das Maul ist groß und oberständig, die Nasenöffnungen röhrenförmig. In der Seitenlinienreihe (SL) zählt man 26 bis 30 Schuppen, 21 bis 26 befinden sich vor der weit hinten, kurz vor der Schwanzflosse liegenden Rückenflosse. Die kurze Rückenflosse wird von sechs, die lange Afterflosse von 9 bis 15 Flossenstrahlen gestützt. Der Hinterrand der Afterflosse ist bei den Weibchen annähernd glattrandig, bei den Männchen dagegen tief eingeschnitten. Die mittleren Strahlen bilden ein Röhre zur inneren Befruchtung. Die Schwanzflosse ist groß, lang und an ihrem Ende zerfranst. Ihre beiden mittleren Flossenstrahlen sind am längsten. Die Flossenstrahlen sind bei allen Flossen hell und dunkel geringelt. Die Brustflossen sind flügelartig vergrößert. Mit ihnen kann er bis zu zwei Meter weite Gleitsprünge vollbringen. Die Brustflossen flattern dabei nicht. Die Bauchflossen sitzen weit vorn und verfügen über vier fadenförmige sehr lange Flossenstrahlen, die nur körpernah mit Flossenmembran verbunden sind. Der Schmetterlingsfisch hat 30 Wirbel und acht Branchiostegalstrahlen. Im Kiemendeckelskelett fehlt das Suboperculare und bisweilen auch das Interoperculare. Mit Hilfe der Schwimmblase kann der Schmetterlingsfisch Luft atmen. Er ist bräunlich gefärbt.

## Vorkommen
Der Schmetterlingsfisch lebt in disjunkten Verbreitungsgebieten in Regenwaldgebieten im westlichen Afrika. Das größte umfasst den nördlichen und mittleren Teil des Kongobeckens, ein weiteres die Stromgebiete des Niger, Benue und des Ouémé, sowie einige weitere Flüsse von Benin bis Kamerun. Isolierte Vorkommen gibt es in Niederguinea und im Jong River in Sierra Leone.

## Lebensweise

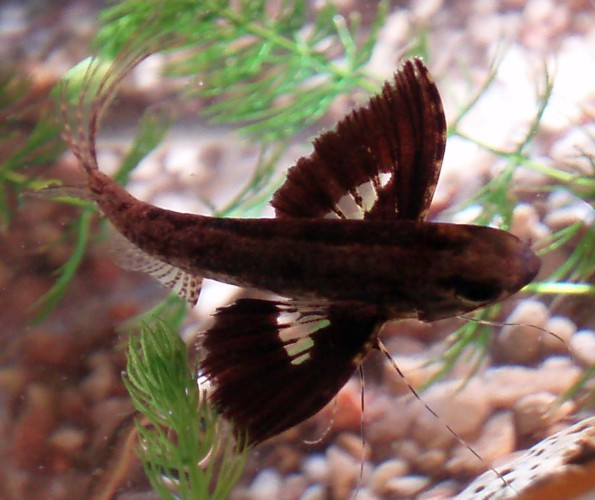
Pantodon buchholzi von oben gesehen, mit ausgebreiteten Brustflossen.

Pantodon buchholzi lebt an der Wasseroberfläche in vegetationsreichen Sümpfen, Urwaldtümpeln, Bächen und ruhigen Abschnitten von Flüssen. Er ernährt sich vor allem von Insekten, frisst daneben auch kleine Krebstiere und Fische. Insekten werden vor allem von der Wasseroberfläche aufgenommen, wenn sie in das Gewässer gefallen sind, können aber auch in flachem Sprung erbeutet werden.
Die Fortpflanzung erfolgt nach einer langen Balz, bei der das Männchen stundenlang auf dem Rücken des Weibchens „reitet“ und sich mit seinen Bauchflossen festhält. Die Eier werden kurz vor der Ablage im Leib des Weibchens befruchtet. Dabei drehen sich die Tiere umeinander. Bei jedem Laichvorgang werden 3 bis 7 Eier gelegt, insgesamt 80 bis 220. Die Eier treiben an der Wasseroberfläche, die Jungfische schlüpfen bei einer Wassertemperatur von 25 °C nach drei Tagen.

## Systematik
Pantodon buchholzi wurde 1877 durch den deutschen Naturforscher und Zoologen Wilhelm Peters beschrieben und nach dessen Kollegen Reinhold Wilhelm Buchholz benannt. Peters ordnete die Art auch einer monotypischen Gattung und Familie zu, was bis heute von den meisten Autoren beibehalten wurde. Nur der kanadische Ichthyologe Joseph S. Nelson ordnet Pantodon in der vierten Auflage seines Standardwerks zur Fischsystematik, Fishes of the World, den Knochenzünglern (Osteoglossidae) zu. Wilson und Kollegen sehen in Pantodon die Schwestergruppe einer Klade der Knochenzüngler mit den Arapaimidae, während Lavoue und Mitarbeiter Pantodon als basale Gattung innerhalb der Knochenzünglerartigen ansehen, die in einem Schwestergruppenverhältnis zu allen rezenten Knochenzünglerartigen steht.
Das folgende Kladogramm zeigt die Hypothesen zur Verwandtschaft des Schmetterlingsfischs.
|  | Schmetterlingsfisch (Pantodon)                                                  |
|  |                                                                                 |
|  | \| \| Arapaimidae \| \| \| \| \| \| Knochenzüngler (Osteoglossidae) \| \| \| \| |
|  |                                                                                 |
|  | Arapaimidae                                                                     |
|  |                                                                                 |
|  | Knochenzüngler (Osteoglossidae)                                                 |
|  |                                                                                 |

|  | Arapaimidae                     |
|  |                                 |
|  | Knochenzüngler (Osteoglossidae) |
|  |                                 |

|  | Schmetterlingsfisch (Pantodon)                                                  |
|  |                                                                                 |
|  | \| \| Arapaimidae \| \| \| \| \| \| Knochenzüngler (Osteoglossidae) \| \| \| \| |
|  |                                                                                 |
|  | Arapaimidae                                                                     |
|  |                                                                                 |
|  | Knochenzüngler (Osteoglossidae)                                                 |
|  |                                                                                 |

|  | Arapaimidae                     |
|  |                                 |
|  | Knochenzüngler (Osteoglossidae) |
|  |                                 |

|  | Schmetterlingsfisch (Pantodon)                                                  |
|  |                                                                                 |
|  | \| \| Arapaimidae \| \| \| \| \| \| Knochenzüngler (Osteoglossidae) \| \| \| \| |
|  |                                                                                 |
|  | Arapaimidae                                                                     |
|  |                                                                                 |
|  | Knochenzüngler (Osteoglossidae)                                                 |
|  |                                                                                 |

|  | Arapaimidae                     |
|  |                                 |
|  | Knochenzüngler (Osteoglossidae) |
|  |                                 |

|  | Schmetterlingsfisch (Pantodon)                                                  |
|  |                                                                                 |
|  | \| \| Arapaimidae \| \| \| \| \| \| Knochenzüngler (Osteoglossidae) \| \| \| \| |
|  |                                                                                 |
|  | Arapaimidae                                                                     |
|  |                                                                                 |
|  | Knochenzüngler (Osteoglossidae)                                                 |
|  |                                                                                 |

|  | Arapaimidae                     |
|  |                                 |
|  | Knochenzüngler (Osteoglossidae) |
|  |                                 |

Die mitochondriale DNA der Populationen des Schmetterlingsfischs im unteren Nigerbecken und im Kongobecken unterscheiden sich zu 15,2 % (zum Vergleich: das Gesamtgenom von Schimpanse und Mensch unterscheiden sich nur zu 1,37 %), was zu der Schätzung führt, das beide Populationen etwa 50 Millionen Jahren genetisch voneinander isoliert sind und sich nicht mehr vermischen konnten. Morphologisch unterscheiden sich beide Populationen aber überhaupt nicht. Somit verbergen sich hinter Pantodon buchholzi möglicherweise zwei oder mehrere kryptische Arten.

## Haltung im Aquarium
Obgleich Pantodon buchholzi oft im Zoohandel angeboten wird, ist er laut den Richtlinien der Heidelberger Beschlüsse zum Tierschutz im Zoofachhandel für die Aquarienhaltung nur bedingt geeignet. Dies ist vor allem auf sein spezielles Verhalten und seinen Futterbedarf zurückzuführen.